# Ganbare Goemon: Uchū Kaizoku Akogingu
Ganbare Goemon: Uchū Kaizoku Akogingu (がんばれゴエモン〜宇宙海賊アコギング〜?) es un videojuego de acción-aventura de Konami publicado originalmente para PlayStation el 22 de marzo de 1996, solo en Japón. En 2007, fue reeditado como descarga digital en la PlayStation Store japonesa. El juego pertenece a la serie Ganbare Goemon y sus gráficos son casi totalmente en 2D.